# إنقاذ الأمل
إنقاذ الأمل: الطريق الطويل إلى الربيع العربي هو كتاب غير روائي باللغة العربية صدر في عام 2013 للناقد الثقافي البحريني نادر كاظم، أستاذ الدراسات الثقافية في جامعة البحرين، وهو تاسع كتبه. يناقش هذا الكتاب الذي كُتب على مرحلتين، قبل الربيع العربي وخلاله، موجة المظاهرات المندلعة من منظورين؛ الماضي والمستقبل. يتألف الماضي من ثلاث موجات تتوافق مع عصر الأمل والطموح. تتمثل الموجة الأولى بالتنوير وتليها الموجة الثورية ومن ثم الموجة الديمقراطية. يتطرق المؤلف بعدها إلى الربيع العربي مجادلًا بأنه ليس وقتًا للاحتفال، وإنما أحد المحطات المهمة على طريق الديمقراطية الطويل.
حظي الكتاب بأصداء إيجابية في أوساط مراجعي العديد من وسائل الإعلام البحرينية، كصُحف الوسط والأيام والبلاد. علاوة على ذلك، لاقى الكتاب استحسان النُقاد في صحيفتي الحياة العربية والراي الكويتية حيث نُشرت العديد من التعليقات الإيجابية حوله. تعرض الكتاب لبعض الانتقادات التي تناولت بشكل أساسي الهدف منه؛ إذ اعتقد النُقاد أنه تعيّن على المؤلف التوسع في بعض الجوانب.

## خلفية
الربيع العربي هو موجة من المظاهرات والاحتجاجات والثورات التي اندلعت أواخر عام 2010 ومطلع عام 2011، تصدّرتها الثورة التونسية التي انطلقت من مدينة سيدي بوزيد وانتشرت إلى جميع أنحاء البلاد في منتصف ديسمبر 2010 وسرعان ما تصدت الحكومة لها وقمعتها. في 14 يناير 2011، فرّ الرئيس التونسي، زين العابدين بن علي إلى المملكة العربية السعودية. في أعقاب ذلك، نظّم الشعب المصري احتجاجات مماثلة في 25 يناير، والتي تضخمت لتنتشر لاحقًا في جميع أنحاء البلاد. باءت محاولات وقف الاحتجاجات بالفشل، وأعلن الرئيس حسني مبارك استقالته ونقل السلطة إلى الجيش في 11 فبراير. ساهمت هذه الأحداث في «إيقاظ بقية المنطقة» وسارع العديد من الدول العربية إلى الاقتداء بها وحذو حذوها.
بعد فترة وجيزة من الثورة التونسية، اندلعت احتجاجات محدودة النطاق في اليمن. كان لسقوط مبارك دور في تشجيع المتظاهرين الذين أخذت أعدادهم في الازدياد. تمكن الرئيس اليمني، علي عبد الله صالح من البقاء في السلطة لعدة أشهر قبل توقيع اتفاق في نوفمبر تخلى بموجبه عن صلاحياته، ولكنه احتفظ بدور سياسي في المنطقة. في 14 فبراير، اندلعت احتجاجات في البحرين، والتي سرعان ما قوبلت بالقمع. بعد شهر، طلبت الحكومة البحرينية الدعم من قوات دول الخليج العربي المجاورة لإخماد الاحتجاجات وأعلنت حالة الطوارئ. في 17 فبراير، اندلعت الاحتجاجات في ليبيا، والتي انطلقت من مدينة بنغازي الشرقية وتمخض عنها حرب أهلية أودت بحياة عشرات الآلاف. في سبتمبر، عقب ستة أشهر من التدخل العسكري لحلف شمال الأطلسي بقرار من مجلس الأمن الدولي، أُطيح بالحاكم الفعلي معمر القذافي وقُتل.
في منتصف مارس، اندلعت سلسلة من الاحتجاجات الجديدة في سوريا، والتي قوبلت بقمع حكومي. أسفر القمع الوحشي عن تطرف المعارضة التي ما لبثت أن جرت البلاد إلى هاوية حرب أهلية خلفت أكثر من 100,000 قتيل بحلول يوليو 2013. اندلعت احتجاجات أقل أهمية في الجزائر والأردن والمغرب وعمان والمملكة العربية السعودية. واجهت آمال التغيير الديمقراطي العديد من العقبات في سوريا واليمن وليبيا والبحرين ومصر وتونس. أشار تقرير صادر عن منظمة فريدم هاوس في عام 2012 إلى أن تونس شهدت العديد من التحسينات، في حين كانت محدودة في مصر التي شهدت انهيار العديد من القطاعات. سجلت البحرين مؤشرات تدهور قياسية وحلت المرتبة الأدنى. لم تكن اليمن في حال أفضل بكثير من البحرين.

## الإلهام والكتابة
في ديسمبر 2010، شرع كاظم في تأليف الكتاب، واصفًا ذلك الوقت بالمُظلم والذي لا يحمل أمل التغيير في العالم العربي. لاحقًا، عندما حل الربيع العربي، صُدم بشدة إزاء التطورات السريعة والانتصارات المبكرة التي تحققت في تونس ومصر، ووصفها «بالأمطار التي تساقطت فجأة على صحراء قاحلة». لذلك، قرر كاظم التوقف عن كتابة ما يحتويه الكتاب من نظريات وإعادة التفكير فيها؛ نظرًا لتأثرها حتى ذلك الحين بالأوضاع السلبية السابقة في المنطقة. كان من المتوقع أن يستمر توقفه عن الكتابة بضعة أشهر أو عام على الأكثر إلى حين تكشُّف الأحداث، إلا أنه استأنف الكتابة في سبتمبر 2012، حيث ما زالت بعض البلدان في حالة اضطراب، بينما كانت الأخرى تمر بمرحلة انتقالية. عقد كاظم العزم على إعادة فحص نظرياته الأصلية، للدفاع عن الربيع العربي، وعلى رأسها تعزيز «الأمل الذي أحيا هذا الربيع».